# Договор на слепо
Договор на слепо (енгл. A Blind Bargain) амерички је црно-бели неми хорор филм из 1922. године, од редитеља Воласа Ворслија и продуцента Самјуела Голдвина, са Лоном Чејнијем, Рејмондом Макијем и Џеклин Логан у главним улогама. Чејни има двоструку улогу у филму, а тврдња да Волас Бири има камео појављивање као „Човек звер” никада није доказана, али постоји у многим изворима. Радња је инспирисана романом Клаудијева октава аутора Барија Пејна.
Иако је снимање завршено у новембру 1921, филм је премијерно приказан тек у децембру 1922. Ова временска разлика проузрокована је проблемима са цензуром због саме теме доктора који изиграва Бога. Из истог разлога једна шестина филма је исечена из коначне верзије. Данас се Договор на слепо сматра изгубљеним и остаје један од филмова које је видело највише људи, пре него што је изгубљен.

## Радња
Лон Чејни тумачи две главне улоге — лудог научника др Артура Ламба који спроводи експерименте са људским телима и његовог мајмуноликог помоћника, који је резултат Ламбовог првог експеримента.

## Улоге
| Глумац                | Улога                          |
| --------------------- | ------------------------------ |
| Лон Чејни             | др Артур Ламб / „Човек мајмун” |
| Рејмонд Маки          | Роберт Сандел                  |
| Џеклин Логан          | Анџела Маршал                  |
| Вирџинија Тру Бордман | Робертова мајка                |
| Еги Херинг            | Беси                           |
| Вирџинија Медисон     | Анџелина мајка                 |
| Фонтејн ла Ру         | госпођа Ламб                   |
| Волас Бири            | „Човек звер”                   |